# Bathycolpodes vuattouxi
Bathycolpodes vuattouxi là một loài bướm đêm trong họ Geometridae.